# Suppiluliuma I
Suppiluliuma II var Hettiterrikets sista kung och regerade under 1100-talet f.Kr.
Suppiluliuma I var en hettitisk kung under 1300-talet f.Kr. Han betraktas ofta som grundare av det hettitiska Nya riket, eller Imperietiden.
Andra stavningar av namnet i litteraturen är Subbiluliuma, Shuppiluliuma och Suppiluliumas med varianter; namnet återgavs i kilskrift som Šuppiluliumaš. 

## Biografi
Suppiluliumas bakgrund är en aning osäker, eftersom händelserna under denna tidsperiod i den hettitiska historien är svår att tyda. Han var troligen son till en hettitisk kung vid namn Tuthaliya. I en senare författad biografi över Suppiluliuma omtalas att han ägnade sina första 20 (vuxna) år med att bekämpa Kaskafolken, vilka bebodde bergen norr om Hettiterriket.
När han uppstigit på tronen påbörjades en politik som syftade till att expandera Hettiterriket söderut mot Syrien. Rikets grannland, Mitanni, hade vid denna tid försvagats av tronstrider. Suppiluliuma grep tillfället i akt och invaderade Mitanni-rikets vasallstater i Syrien. Han stödde även olika fraktioner av Mitannirikets kungahus och gifte bort sin dotter med Shattiwaza, en av rikets kungasöner. Senare intervenerade han i Mitanni och insatte Shattiwaza på tronen som hettitisk vasallkung. Det fördrag som slöts mellan dem är ett viktigt bevarat historiskt dokument.

### Dakhamunzu-affären
Mest omtalad har Suppiluliuma kanske blivit genom en annan intrig på högsta nivå som han deltog i. En egyptisk drottning skrev ett brev till Suppiluliuma efter sin mans död. Hon hade ingen arvinge till den egyptiska tronen och begärde därför att få gifta sig med en av Suppiluliumas många söner. Sålunda skulle en union bildas mellan de två länderna. Suppiluliuma var misstänksam till en början, men skickade sedan sin son Zannanza till Egypten. Vad som hände när den hettitiska prinsen kom fram till Egypten är okänt. Suppiluliuma fick sedan ett meddelande från Egyptens nya farao att hans son var död. "Du mördade min son!" svarade Suppiluliuma, enligt en kopia av brevet bevarat i den hettitiska huvudstaden Hattusa. Suppiluliuma anföll därefter i vredesmod de egyptiska vasallstaterna i Syrien. 
Det har spekulerats mycket över vem den egyptiska drottningen och hennes döda man var. Händelsen finns över huvud taget inte omtalad i de egyptiska källorna. Genom Amarnabreven vet vi att farao Akhenaton och Suppiluliuma var samtida. Änkedrottningen skulle i så fall kunna vara Nefertiti. En annan teori är att det var Akhenatons efterträdare Tutankhamons barnlösa änka Ankhesenamon som var den egyptiska drottningen.

### Död
Suppiluliuma dog sedan möjligen på grund av en pestepidemi och efterträddes på tronen av sin son Arnuwanda. En annan av hans söner, Mursili, blev kort därefter kung över Hettiterriket.